# Hot Shots! Höjdarna!
Hot Shots! Höjdarna! (engelska: Hot Shots!) är en amerikansk film från 1991. Den hade biopremiär i USA den 31 juli 1991.

## Handling
Topper Harley (Charlie Sheen) är en pilot som får i uppgift att förstöra Saddam Husseins kärnkraftverk. Dessvärre är Topper i psykologisk obalans och kommer troligtvis inte att palla för trycket.

## Om filmen
Det är en parodi på pilotfilmer såsom Top Gun, men även andra välkända filmer. 
Hot Shots! Höjdarna! fick en uppföljare, Hot Shots! 2.
Några av flygplanen i filmen är brittiska Folland Gnat (användes bland annat av Red Arrows). Gnat är världens minsta jetdrivna jaktflygplan och används i Hot Shots för att skapa kontrast till de betydligt större Grumman F-14 Tomcat som flygs i filmen Top Gun.

## Rollista (i urval)
- Charlie Sheen - Lt. Topper Harley
- Cary Elwes - Lt. Kent Gregory
- Valeria Golino - Ramada Thompson
- Lloyd Bridges - Adm. Thomas 'Tug' Benson
- Kevin Dunn - Lt. Cmdr. James Block
- Jon Cryer - Jim 'Wash Out' Pfaffenbach
- William O'Leary - Pete 'Dead Meat' Thompson
- Kristy Swanson - Kowalski